# Фречони (Прато)
Фречони је насеље у Италији у округу Прато, региону Тоскана.
Према процени из 2011. у насељу је живело 51 становника. Насеље се налази на надморској висини од 89 м.